# Witbrauwvliegenvanger
De witbrauwvliegenvanger (Ficedula hyperythra) is een zangvogel uit de familie van vliegenvangers (Muscicapidae). De vogel komt voor in bossen in de berggebieden van de Himalaya tot ver in de Indische Archipel.

## Kenmerken
De witbrauwvliegenvager is een relatief kleine vliegenvanger (11 cm) met een helderwitte wenkbrauwstreep. Bij het mannetje is deze streep het duidelijkst. Verder heeft hij een donkerblauwe rug en verder donkere vleugels en is oranje op de borst. Onvolwassen vogels zijn dofgrijs tot bruin en hebben zwarte streepjes in het verenkleed. Volwassen vrouwtjes zijn egaal bruin en grijs en een minder duidelijke wenkbrauwstreep, maar wel wat oranje op de borst.

## Verspreiding en leefgebied
De witbrauwvliegenvanger komt voor van Kasjmir en aangrenzend China en verder op Taiwan, Indochina, de Grote Soenda-eilanden (inclusief Sulawesi), de Molukken en de Filipijnen. Het is een vogel van tropisch groenblijvend bos in heuvel- en bergland boven de 900 m boven de zeespiegel.
De soort telt 22 ondersoorten:
- F. h. hyperythra: van de centrale Himalaya tot het zuidelijke deel van Centraal-China, noordelijk en centraal Indochina, noordelijk Thailand en Myanmar.
- F. h. annamensis: het zuidelijke deel van Centraal-Vietnam.
- F. h. innexa: Taiwan.
- F. h. sumatrana: Malakka, Sumatra en noordelijk Borneo.
- F. h. mjobergi: noordwestelijk Borneo.
- F. h. vulcani: Java, Bali en de westelijke Kleine Soenda-eilanden.
- F. h. clarae: Timor.
- F. h. audacis: Babar.
- F. h. rara: Palawan.
- F. h. calayensis: Calayan.
- F. h. luzoniensis: Luzon.
- F. h. mindorensis: Mindoro.
- F. h. nigrorum: Negros.
- F. h. montigena: Mount Apo en Kitangladgebergte.
- F. h. matutumensis: Mount Busa en Mount Matutum.
- F. h. daggayana: Misamis Oriental.
- F. h. malindangensis: Mount Malindang.
- F. h. jugosae: centraal, zuidoostelijk en zuidelijk Sulawesi.
- F. h. annalisa: noordelijk Sulawesi.
- F. h. negroides: Seram.
- F. h. pallidipectus: Batjan.
- F. h. alifura: Buru.

## Status
De witbrauwvliegenvanger heeft een enorm groot verspreidingsgebied en daardoor is de kans op uitsterven gering. De grootte van de populatie is niet gekwantificeerd, maar populaties gaan in aantal achteruit door ontbossingen. Het tempo van achteruitgang ligt onder de 30% in tien jaar (minder dan 3,5% per jaar). Om deze redenen staat deze vliegenvanger als niet bedreigd op de Rode Lijst van de IUCN.